# Rubén Tierrablanca González
Rubén Tierrablanca González (Cortazar, 24 agosto 1952 – Istanbul, 22 dicembre 2020) è stato un vescovo cattolico e teologo messicano, vicario apostolico di Istanbul e amministratore apostolico di Costantinopoli dei Greci.

## Biografia
Rubén Tierrablanca González nacque a Cortazar il 24 agosto 1952.

### Formazione e ministero sacerdotale
Frequentò il seminario minore francescano e poi entrò nel noviziato dell'Ordine dei frati minori il 22 agosto 1970. Studiò filosofia e teologia al Collegio "Santa Croce" di Santiago de Querétaro e al seminario "Sant'Antonio" di El Paso.
Il 2 agosto 1977 emise la professione solenne e il 29 giugno dell'anno successivo fu ordinato presbitero. Dal 1978 al 1980 fu formatore nel locale seminario francescano prestando servizio nella parrocchia di San Francesco ad Acámbaro. Nel 1983 fu inviato a Roma per studiare per la licenza in Sacra Scrittura al Pontificio Istituto Biblico che conseguì nel 1985. Nel contempo prestò servizio come vice maestro all'Università Antonianum. In seguito fu professore di Sacra Scrittura e maestro degli studenti di teologia al seminario "Sant'Antonio" di El Paso dal 1985 al 1990; definitore provinciale e segretario della formazione e degli studi della provincia dal 1990 al 1992, rettore dell'Università Antonianum dal 1992 al 1997 e poi guardiano della curia generalizia a Roma dal 1997 al 2003. Nel 2003 fu inviato in Turchia dove prestò servizio come guardiano del convento di Istanbul e della Fraternità internazionale per il dialogo ecumenico e interreligioso in Turchia, parroco della parrocchia Santa Maria Draperis e vicario delegato del vicariato apostolico di Istanbul dal 2014.

### Ministero episcopale
Il 16 aprile 2016 papa Francesco lo nominò vicario apostolico di Istanbul, amministratore apostolico di Costantinopoli dei Greci e vescovo titolare di Tubernuca. Ricevette l'ordinazione episcopale l'11 giugno successivo nella cattedrale dello Spirito Santo a Istanbul dal cardinale Leonardo Sandri, prefetto della Congregazione per le Chiese orientali, co-consacranti l'arcivescovo metropolita di Smirne Lorenzo Piretto e il vicario apostolico dell'Anatolia Paolo Bizzeti.
Nel 2018 fu eletto presidente della Conferenza episcopale della Turchia.
Oltre allo spagnolo, parlava l'italiano, l'inglese, il francese e il portoghese e conosceva il turco, il tedesco, il latino, il greco e l'ebraico.
Colpito da COVID-19 e ricoverato in terapia intensiva per tre settimane all'ospedale dell'Università Koç di Istanbul, morì alle ore 23:15 circa del 22 dicembre 2020 all'età di 68 anni. Le esequie absente cadavere si tennero il 29 dicembre nella cattedrale dello Spirito Santo a Istanbul e furono presiedute da monsignor Walter Erbì, segretario della nunziatura apostolica in Turchia. Al termine del rito fu sepolto nel cimitero cattolico del quartiere Feriköy di Istanbul.

## Genealogia episcopale
La genealogia episcopale è:
- Cardinale Scipione Rebiba
- Cardinale Giulio Antonio Santori
- Cardinale Girolamo Bernerio, O.P.
- Arcivescovo Galeazzo Sanvitale
- Cardinale Ludovico Ludovisi
- Cardinale Luigi Caetani
- Cardinale Ulderico Carpegna
- Cardinale Paluzzo Paluzzi Altieri degli Albertoni
- Papa Benedetto XIII
- Papa Benedetto XIV
- Papa Clemente XIII
- Cardinale Marcantonio Colonna
- Cardinale Giacinto Sigismondo Gerdil, B.
- Cardinale Giulio Maria della Somaglia
- Cardinale Carlo Odescalchi, S.I.
- Vescovo Eugène de Mazenod, O.M.I.
- Cardinale Joseph Hippolyte Guibert, O.M.I.
- Cardinale François-Marie-Benjamin Richard
- Cardinale Pietro Gasparri
- Cardinale Clemente Micara
- Cardinale Antonio Samorè
- Cardinale Angelo Sodano
- Cardinale Leonardo Sandri
- Vescovo Rubén Tierrablanca Gonzales, O.F.M.